# Henrik Fritzon
Henrik Ingemar Fritzon, född 3 juli 1972 i Ljungarums församling i Jönköping, är en svensk socialdemokratisk politiker.
Henrik Fritzon var regionstyrelsens ordförande i Region Skåne från november 2014 till oktober 2018. Under 2010–2014 var han regionråd i opposition i Region Skåne. Han har tidigare varit partiombudsman och politisk skribent.
Fritzon sitter i regionstyrelsen och regionfullmäktige i Region Skåne sedan 2006. Han var mellan 2007 och 2010 andre vice ordförande i kollektivtrafiknämnden i Region Skåne.
Han var aktiv inom kommunpolitiken mellan 1991 och 2006, bland annat i kommunfullmäktige i Jönköping, samt tio år i dess kommunstyrelse, och därefter i Kristianstad. Fritzon satt elva år i styrelsen för Socialdemokraterna i Jönköping, och hade därefter flera uppdrag i kommunpolitiken i Kristianstad.
Under fem år var han ordförande för SSU i Jönköpings kommun. Han har även suttit i det socialdemokratiska studentförbundets förbundsstyrelse.
Henrik Fritzon är sedan 2004 gift med politikern Heléne Fritzon och bor i Degeberga i Kristianstads kommun.